# Delict
Delictul (din latină delictum - infracțiune) este o încălcare/infracțiune a legii, pedepsită cu amendă penală sau cu închisoare corecțională.
Particularitatea delictului față de alte infracțiuni (așa-numitul cvasidelict) este intenția de a face rău, vinovăție, fără de care, cu câteva excepții, nu există nici o răspundere.